# Atrax sutherlandi
Atrax sutherlandi – gatunek pająka z infrarzędu ptaszników i rodziny Atracidae. Jest endemitem południowo-wschodniej Australii.

## Taksonomia i ewolucja
|  | Atrax christenseni                                                |
|  |                                                                   |
|  | \| \| Atrax montanus \| \| \| \| \| \| Atrax robustus \| \| \| \| |
|  |                                                                   |
|  | Atrax montanus                                                    |
|  |                                                                   |
|  | Atrax robustus                                                    |
|  |                                                                   |

|  | Atrax montanus |
|  |                |
|  | Atrax robustus |
|  |                |

|  | Atrax christenseni                                                |
|  |                                                                   |
|  | \| \| Atrax montanus \| \| \| \| \| \| Atrax robustus \| \| \| \| |
|  |                                                                   |
|  | Atrax montanus                                                    |
|  |                                                                   |
|  | Atrax robustus                                                    |
|  |                                                                   |

|  | Atrax montanus |
|  |                |
|  | Atrax robustus |
|  |                |

|  | Atrax christenseni                                                |
|  |                                                                   |
|  | \| \| Atrax montanus \| \| \| \| \| \| Atrax robustus \| \| \| \| |
|  |                                                                   |
|  | Atrax montanus                                                    |
|  |                                                                   |
|  | Atrax robustus                                                    |
|  |                                                                   |

|  | Atrax montanus |
|  |                |
|  | Atrax robustus |
|  |                |

|  | Atrax christenseni                                                |
|  |                                                                   |
|  | \| \| Atrax montanus \| \| \| \| \| \| Atrax robustus \| \| \| \| |
|  |                                                                   |
|  | Atrax montanus                                                    |
|  |                                                                   |
|  | Atrax robustus                                                    |
|  |                                                                   |

|  | Atrax montanus |
|  |                |
|  | Atrax robustus |
|  |                |

Gatunek ten opisany został po raz pierwszy w 2010 roku przez Michaela Rolanda Graya na łamach „Records of the Australian Museum” w ramach rewizji Atracinae (ob. Atracidae). Jako lokalizację typową wskazano Bermagui w australijskiej Nowej Południowej Walii. Epitet gatunkowy nadano na cześć Struana Sutherlanda, dzięki badaniom którego udało się wprowadzić skuteczną antytoksynę na jad Atracidae.
Wyniki molekularnej analizy filogenetycznej Stephanie F. Lorii i współpracowników z 2025 roku wskazują, że A. sutherlandi zajmuje w obrębie rodzaju pozycję bazalną, a jego linia ewolucyjna oddzieliła się od linii pozostałych gatunków 30 mln lat temu w oligocenie. Analiza wykryła również głębokie, datowane na 15 lat temu rozejście między dwoma użytymi do niej osobnikami, co oznaczać może, że A. sutherlandi jest w istocie kompleksem gatunków kryptycznych.

## Morfologia
Karapaks samców osiąga od 7,2 do 10,2 mm długości, a u paratypowej samicy mierzy 10,2 mm długości. Jamkę ma wąską i zakrzywioną, a w przednio-bocznych narożach słabe szczecinki. Śródgrzbietowe szczecinki części głowowej dochodzą do jamki. Szczękoczułki mają wąską bruzdę o prawie równoległych brzegach, tylko w odsiebnej części rozbieżnych. U samca zębów na przedniej i tylnej krawędziach bruzdy jest po 13, a w szeregu pośrodkowym znajdują się 23 mniejsze ząbki. U samicy zębów na przedniej i tylnej krawędziach bruzdy jest po 14, a w szeregu pośrodkowym znajduje się 25 mniejszych ząbków. Znacznie szersza niż dłuższa warga dolna ma wcięcie na przedniej krawędzi. Sternum jest podługowato-jajowate w zarysie, o jajowatych sigilla tylnej pary. Kolejność par odnóży od najdłuższej do najkrótszej to IV, I, II, III. Opistosoma (odwłok) u holotypowego samca mierzy 6,9 mm, a u paratypowej samicy 10,9 mm długości.
Nogogłaszczki samca odznaczają się stosunkowo krótką golenią o szerokości wynoszącej nieco ponad 0,4 długości, całkowicie pozbawioną kolców grzbietowych. Bulbus ma szerszy niż dłuższy rejon tegularny. Embolus jest krótszy i szerszy niż u innych przedstawicieli rodzaju, 3,8 raza dłuższy niż szerszy, nasadą przeciętnie odsunięty od tegulum, o delikatnie zakrzywionym i silnie w odsiebnym kierunku zwężonym trzonie, cienkiej i lekko skręconej części wierzchołkowej oraz szerokiej bruździe ejakulacyjnej.
Genitalia samicy zawierają parę jednopłatowych, przeciętnie wydłużonych, trzykrotnie dłuższych niż szerszych, delikatnie zakrzywionych, zbliżonych częściami nasadowymi spermatek.

## Rozprzestrzenienie
Pająk endemiczny dla południowo-wschodniej Australii. Zamieszkuje lasy umiarkowane w południowo-wschodniej Nowej Południowej Walii i północno-wschodniej Wiktorii, obejmując zasięgiem tereny nadbrzeżne oraz South Eastern Highlands.